# Pietro Ray
Pietro Ray (Lodi, 1773 - Milà, 1857) fou un compositor italià.
Estudià en el Conservatori de la Pietà dei Turchini, i després de romandre durant un temps en la seva ciutat natal, es traslladà a Milà, on va ser professor del Conservatori i va tenir com a alumne a Amilcare Ponchielli.
Principalment escriví música religiosa, així com nombroses òperes. Les seves obres més important són l'oratori Tre Ore d'agonia o le Sette Parole (1807), Alessandro in Armozia, cantata (1808); L'Italia esultanta, cantata (1811); Onore e Fedeltà, cantata, i Gli Spenserosi, òpera (1816); a més, publicà un Studio teorico-pratico di contrappunto.